# Elitserien 2011-2012
L'Elitserien 2011-2012 è l'88º massimo campionato svedese di hockey su ghiaccio, il 37º disputato dalla nascita della Elitserien. La stagione regolare iniziò il 13 settembre 2011 e si concluse il 6 marzo 2012. I playoff iniziarono il 10 marzo 2012 e terminarono il 19 aprile 2012. Fra le vittime dell'incidente della Lokomotiv Jaroslavl' vi fu il portiere svedese Stefan Liv, e a partire dalla stagione successiva il premio per l'MVP dei playoff venne intitolato alla sua memoria.
Il campionato fu vinto dal Brynäs IF dopo la finale vinta per 4-2 contro lo Skellefteå AIK: per il Brynäs si trattò del sesto titolo nella sua storia, il primo dal 1999. Al termine del torneo di qualificazione delle Kvalserien il Djurgårdens IF venne retrocesso in HockeyAllsvenskan e sostituito dal Rögle BK.

## Squadre
Le squadre militanti in Elitserien nella stagione 2011-2012 sono le seguenti:
| Squadra        | Città        | Arena                  | Capacità | AIK Brynäs Frölunda Färjestad HV71 Linköping Luleå Modo Djurgården Skellefteå Timrå Växjö Lakers Localizzazione dei team in Elitserien |
| -------------- | ------------ | ---------------------- | -------- | --- |
| AIK            | Stoccolma    | Hovet                  | 8.094    | AIK Brynäs Frölunda Färjestad HV71 Linköping Luleå Modo Djurgården Skellefteå Timrå Växjö Lakers Localizzazione dei team in Elitserien |
| Brynäs         | Gävle        | Läkerol Arena          | 8.265    | AIK Brynäs Frölunda Färjestad HV71 Linköping Luleå Modo Djurgården Skellefteå Timrå Växjö Lakers Localizzazione dei team in Elitserien |
| Djurgården     | Stoccolma    | Hovet                  | 8.094    | AIK Brynäs Frölunda Färjestad HV71 Linköping Luleå Modo Djurgården Skellefteå Timrå Växjö Lakers Localizzazione dei team in Elitserien |
| Frölunda       | Göteborg     | Scandinavium           | 12.044   | AIK Brynäs Frölunda Färjestad HV71 Linköping Luleå Modo Djurgården Skellefteå Timrå Växjö Lakers Localizzazione dei team in Elitserien |
| Färjestad      | Karlstad     | Löfbergs Lila Arena    | 8.647    | AIK Brynäs Frölunda Färjestad HV71 Linköping Luleå Modo Djurgården Skellefteå Timrå Växjö Lakers Localizzazione dei team in Elitserien |
| HV71           | Jönköping    | Kinnarps Arena         | 7.038    | AIK Brynäs Frölunda Färjestad HV71 Linköping Luleå Modo Djurgården Skellefteå Timrå Växjö Lakers Localizzazione dei team in Elitserien |
| Linköping      | Linköping    | Cloetta Center         | 8.500    | AIK Brynäs Frölunda Färjestad HV71 Linköping Luleå Modo Djurgården Skellefteå Timrå Växjö Lakers Localizzazione dei team in Elitserien |
| Luleå          | Luleå        | Coop Arena             | 6.000    | AIK Brynäs Frölunda Färjestad HV71 Linköping Luleå Modo Djurgården Skellefteå Timrå Växjö Lakers Localizzazione dei team in Elitserien |
| MODO           | Örnsköldsvik | Fjällräven Center      | 7.600    | AIK Brynäs Frölunda Färjestad HV71 Linköping Luleå Modo Djurgården Skellefteå Timrå Växjö Lakers Localizzazione dei team in Elitserien |
| Skellefteå AIK | Skellefteå   | Skellefteå Kraft Arena | 6.001    | AIK Brynäs Frölunda Färjestad HV71 Linköping Luleå Modo Djurgården Skellefteå Timrå Växjö Lakers Localizzazione dei team in Elitserien |
| Timrå          | Timrå        | E.ON Arena             | 6.000    | AIK Brynäs Frölunda Färjestad HV71 Linköping Luleå Modo Djurgården Skellefteå Timrå Växjö Lakers Localizzazione dei team in Elitserien |
| Växjö Lakers   | Växjö        | Vida Arena             | 5.000    | AIK Brynäs Frölunda Färjestad HV71 Linköping Luleå Modo Djurgården Skellefteå Timrå Växjö Lakers Localizzazione dei team in Elitserien |

## Stagione regolare
La stagione regolare ha avuto inizio il 13 settembre 2011 ed è terminata il 6 marzo 2012.

### Classifica
|                   | Pos. | Squadra        | Pt  | G  | V  | VOT | POT | P  | GF  | GS  | DR  |
| ----------------- | ---- | -------------- | --- | -- | -- | --- | --- | -- | --- | --- | --- |
|                   | 1.   | Luleå          | 100 | 55 | 25 | 8   | 9   | 13 | 128 | 104 | +24 |
|                   | 2.   | Skellefteå AIK | 95  | 55 | 26 | 5   | 7   | 17 | 148 | 125 | +23 |
|                   | 3.   | HV71           | 92  | 55 | 22 | 9   | 8   | 16 | 151 | 130 | +21 |
| Svezia (bandiera) | 4.   | Brynäs         | 92  | 55 | 25 | 6   | 5   | 19 | 148 | 140 | +8  |
|                   | 5.   | Frölunda       | 90  | 55 | 22 | 8   | 8   | 17 | 140 | 113 | +27 |
|                   | 6.   | Färjestad      | 87  | 55 | 23 | 4   | 10  | 18 | 124 | 124 | 0   |
|                   | 7.   | AIK            | 82  | 55 | 19 | 8   | 9   | 19 | 146 | 132 | +14 |
|                   | 8.   | MODO           | 79  | 55 | 19 | 8   | 6   | 22 | 146 | 147 | -1  |
|                   | 9.   | Växjö Lakers   | 77  | 55 | 18 | 8   | 7   | 22 | 124 | 133 | -9  |
|                   | 10.  | Linköping      | 72  | 55 | 17 | 7   | 7   | 24 | 120 | 138 | -18 |
|                   | 11.  | Djurgården     | 72  | 55 | 15 | 10  | 7   | 23 | 123 | 144 | -21 |
|                   | 12.  | Timrå          | 52  | 55 | 10 | 8   | 6   | 31 | 115 | 183 | -68 |

Legenda:

      Ammesse ai Playoff
      Ammesse alle Kvalserien
Note:

Tre punti a vittoria, due punti a vittoria dopo overtime, un punto a sconfitta dopo overtime, zero a sconfitta.

## Kvalserien
La 38º edizione della Kvalserien durò dal 15 marzo al 6 aprile 2012. Vi presero parte le ultime due classificate della Elitserien e le migliori quattro formazioni della HockeyAllsvenskan. Al termine di un doppio girone all'italiana le prime due classificate si qualificarono per la stagione successiva in Svenska Hockeyligan, mentre le altre sarebbero andate in HockeyAllsvenskan.

### Classifica
|  | Pos. | Squadra       | Pt | G  | V | VOT | POT | P | GF | GS | DR |
|  | ---- | ------------- | -- | -- | - | --- | --- | - | -- | -- | -- |
|  | 1.   | Timrå         | 22 | 10 | 5 | 3   | 1   | 1 | 29 | 20 | +9 |
|  | 2.   | Rögle         | 19 | 10 | 6 | 0   | 1   | 3 | 31 | 23 | +8 |
|  | 3.   | Djurgården    | 15 | 10 | 4 | 1   | 1   | 4 | 24 | 21 | +3 |
|  | 4.   | Leksand       | 12 | 10 | 3 | 1   | 1   | 5 | 20 | 26 | -6 |
|  | 5.   | Örebro        | 11 | 10 | 3 | 1   | 0   | 6 | 22 | 27 | -5 |
|  | 6.   | BIK Karlskoga | 11 | 10 | 2 | 1   | 3   | 4 | 18 | 27 | -9 |

Legenda:

      Ammesse alla Elitserien 2012-2013
      Ammesse all'HockeyAllsvenskan 2012-2013
Note:

Tre punti a vittoria, due punti a vittoria dopo overtime, un punto a sconfitta dopo overtime, zero a sconfitta.

## Playoff
I playoff hanno avuto inizio il 10 marzo e si sono conclusi il 19 aprile 2012. Le prime tre qualificate possono scegliere la loro avversaria per i quarti di finale. Dopo il primo turno, gli accoppiamenti vengono riorganizzati in base alla posizione in regular season delle squadre qualificate.

### Tabellone
|  | Quarti di finale | Quarti di finale | Quarti di finale |           |                | Semifinali     | Semifinali | Semifinali |  |  | Finale | Finale         | Finale |
|  |                  |                  |                  |           |                |                |            |            |  |  |        |                |        |
|  | 1                | Luleå HF         | 1                |           |                |                |            |            |  |  |        |                |        |
|  | 7                | AIK              | 4                |           |                |                |            |            |  |  |        |                |        |
|  | 7                | AIK              | 4                |           | 2              | Skellefteå AIK | 4          |            |  |  |        |                |        |
|  |                  |                  |                  |           | 2              | Skellefteå AIK | 4          |            |  |  |        |                |        |
|  |                  | 7                | AIK              | 3         |                |                |            |            |  |  |        |                |        |
|  | 2                | 7                | AIK              | 3         | Skellefteå AIK | 4              |            |            |  |  |        |                |        |
|  | 2                |                  |                  |           | Skellefteå AIK | 4              |            |            |  |  |        |                |        |
|  | 8                | Modo Hockey      | 2                |           |                |                |            |            |  |  |        |                |        |
|  |                  |                  |                  |           |                |                |            |            |  |  | 2      | Skellefteå AIK | 2      |
|  |                  |                  | 4                | Brynäs IF | 4              |                |            |            |  |  |        |                |        |
|  | 3                | HV71             | 2                |           |                |                |            |            |  |  |        |                |        |
|  | 6                | Färjestad BK     | 4                |           |                |                |            |            |  |  |        |                |        |
|  | 6                | Färjestad BK     | 4                |           | 6              | Färjestad BK   | 1          |            |  |  |        |                |        |
|  |                  |                  |                  |           | 6              | Färjestad BK   | 1          |            |  |  |        |                |        |
|  |                  | 4                | Brynäs IF        | 4         |                |                |            |            |  |  |        |                |        |
|  | 4                | 4                | Brynäs IF        | 4         | Brynäs IF      | 4              |            |            |  |  |        |                |        |
|  | 4                |                  |                  |           | Brynäs IF      | 4              |            |            |  |  |        |                |        |
|  | 5                | Frölunda HC      | 2                |           |                |                |            |            |  |  |        |                |        |

### Quarti di finale
| Squadra 1      | Totale | Squadra 2 | Gara 1 | Gara 2 | Gara 3    | Gara 4    | Gara 5 | Gara 6    | Gara 7 |
| -------------- | ------ | --------- | ------ | ------ | --------- | --------- | ------ | --------- | ------ |
| Luleå          | 1 - 4  | AIK       | 6 - 3  | 2 - 4  | 2 - 3     | 1 - 4     | 0 - 3  |           |        |
| Skellefteå AIK | 4 - 2  | MODO      | 3 - 2  | 4 - 0  | 2 - 3 dts | 0 - 1 dts | 2 - 1  | 2 - 1     |        |
| HV71           | 2 - 4  | Färjestad | 1 - 4  | 1 - 3  | 4 - 3 dts | 5 - 3 dts | 3 - 5  | 0 - 2     |        |
| Brynäs         | 4 - 2  | Frölunda  | 3 - 1  | 1 - 2  | 4 - 3 dts | 5 - 0 dts | 1 - 2  | 4 - 3 dts |        |

### Semifinali
| Squadra 1      | Totale | Squadra 2 | Gara 1    | Gara 2    | Gara 3 | Gara 4 | Gara 5 | Gara 6 | Gara 7 |
| -------------- | ------ | --------- | --------- | --------- | ------ | ------ | ------ | ------ | ------ |
| Skellefteå AIK | 4 - 3  | AIK       | 1 - 4     | 5 - 4 dts | 5 - 1  | 3 - 5  | 8 - 2  | 1 - 2  | 5 - 3  |
| Färjestad      | 1 - 4  | Brynäs    | 3 - 2 dts | 2 - 4     | 2 - 4  | 0 - 3  | 2 - 4  |        |        |

### Finale
| Squadra 1      | Totale | Squadra 2 | Gara 1 | Gara 2    | Gara 3 | Gara 4    | Gara 5 | Gara 6 | Gara 7 |
| -------------- | ------ | --------- | ------ | --------- | ------ | --------- | ------ | ------ | ------ |
| Skellefteå AIK | 2 - 4  | Brynäs    | 3 - 6  | 2 - 3 dts | 0 - 1  | 4 - 3 dts | 3 - 2  | 0 - 2  |        |

## Verdetti
- Campione di Svezia:  Brynäs IF (6º titolo)
- Promozione in Elitserien: Rögle BK.
- Retrocessione in HockeyAllsvenskan: Djurgårdens IF.

## Premi individuali
- Guldpucken (miglior giocatore svedese) - Jakob Silfverberg, Brynäs IF
- Guldhjälmen (Most Valuable Player) - Jakob Silfverberg, Brynäs IF
- Honkens trofé (miglior portiere) - Viktor Fasth, AIK
- Håkan Loob Trophy (miglior marcatore) - Richard Gynge, AIK
- Salming Trophy (miglior difensore) - Mattias Ekholm, Brynäs IF
- Playoff MVP (divenuto poi Stefan Liv Memorial Trophy) - Jakob Silfverberg, Brynäs IF
- Årets nykomling (rookie dell'anno) - Johan Larsson, Brynäs IF
- Guldpipa (miglior arbitro) - Ulf Rönnmark